# Management cockpit
Il management cockpit (o cruscotto aziendale o quadro strumenti aziendale)  è uno strumento di presentazione delle informazioni a supporto delle decisioni aziendali. Esso viene realizzato a supporto del singolo decision maker ai vertici dei dipartimenti aziendali.
Solitamente, un management cockpit viene realizzato con applicazioni che si distinguono per l'eccellente capacità di sintesi, mostrando i principali indicatori di performance aziendale in maniera ergonomica, al fine di rappresentarne con immediatezza l'andamento dei fenomeni rispetto agli obiettivi prefissati o agli standard aziendali. L’obiettivo di un cruscotto aziendale non si riduce al semplice controllo gestionale di performance, ma si allarga anche agli aspetti strategici e manageriali, oggetto della direzione d’impresa .
A ogni indicatore sono legati, in una struttura ad albero (value tree), gli indicatori di livello inferiore a esso correlati, via via fino alla reportistica di livello base.